# Myles Kenlock
Myles Kenlock, né le 26 novembre 1996 à Lambeth, est un footballeur anglais qui évolue au poste de défenseur au Barnet FC.

## Biographie
Myles Kenlock rejoint Ipswich Town en 2015. Le 11 août 2015, il fait ses débuts lors d'un match de Coupe de la Ligue contre le Stevenage FC (victoire 2-1).

## Statistiques
| Saison                | Club                  | Championnat           | Championnat | Championnat | Coupe(s) nationale(s) | Coupe(s) nationale(s) | Total | Total |
| Saison                | Club                  | Division              | M.          | B.          | M.                    | B.                    | M.    | B.    |
| 2015-2016             | Ipswich Town          | Championship          | 2           | 0           | 3                     | 0                     | 5     | 0     |
| 2016-2017             | Ipswich Town          | Championship          | 18          | 0           | -                     | -                     | 18    | 0     |
| 2017-2018             | Ipswich Town          | Championship          | 16          | 0           | 2                     | 0                     | 18    | 0     |
| 2018-2019             | Ipswich Town          | Championship          | 19          | 0           | -                     | -                     | 19    | 0     |
| 2019-2020             | Ipswich Town          | League One            | 7           | 0           | 2                     | 0                     | 9     | 0     |
| Sous-total            | Sous-total            | Sous-total            | 62          | 0           | 7                     | 0                     | 69    | 0     |
| Total sur la carrière | Total sur la carrière | Total sur la carrière | 62          | 0           | 7                     | 0                     | 69    | 0     |